# Domenico Gizzi
Domenico Gizzi (Arpino, 1680 – Naples, 14 octobre 1758) est compositeur, castrat chanteur d'opéra et professeur de chant italien.

## Biographie
Domenico Gizzi naît à Arpino, de Igino Gizzi de Ceccano et Agata de Iorio di Arpino. Il est baptisé à l'Église collégiale de Saint-Michel Archange, le 12 mars 1687.
Élève de Francesco Durante, il est d'abord chanteur (musico) soprano à la chapelle royale de Naples, puis soprano à la chapelle royale du Trésor de San Gennaro. Célèbre chanteur à l'opéra, dans les théâtres de l'Italie et un éminent professeur de chant. Il est entre autres le maître du célèbre Gioacchino Conti, l'un des plus grands virtuoses du XVIIIe siècle, qui en l'honneur de son maître, prend Gizziello pour nom d'artistique.
Gizzi est en relation amicale et professionnelle avec Nicolò Grimaldi, dit Nicolino, célèbre chanteur napolitain, avec Marianna Benti Bulgarelli, appelé la Romanina, le célèbre contralto Francesco Vitale et Carlo Broschi, connu en tant que Farinelli, considéré comme le plus grand chanteur de tous les temps, qui a fait ses débuts à Naples aux côtés de Domenico Gizzi en 1720, dans la première Serenata « Angélique », composée par le jeune Pietro Metastasio.
Domenico Gizzi chante dans les œuvres des plus grands musiciens de l'époque : Alessandro Scarlatti (Telemaco, 1718), Giovanni Bononcini, Nicola Porpora (Ezio, 1728), Leonardo Vinci, Leonardo Leo, Tomaso Albinoni, Francesco Feo et Giovanni Battista Costanzi.
Il est mort à Naples, le 14 octobre 1758.
À Ceccano, à une centaine de kilomètres de Naples, on peut encore voir le palais que le musicien avait fait construire et inaugurer en 1736, près de l'église notre-Dame-des-Anges.
Pour ses biens, Domenico Gizzi, établit une fiducie, en désignant comme son héritier, son frère bien-aimé Pietrangelo Gizzi et plus tard, des générations seulement le premier-né de la Maison Gizzi de Ceccano et Arpino.